# 112-й «Б» отдельный танковый батальон
112-й «Б» отдельный танковый батальон — воинская часть РККА ВС СССР в Великой Отечественной войне

## История
Батальон был выделен из состава 112-го танкового батальона  5 сентября 1941 года в районе южнее Старой Руссы на Северо-Западном фронте.
В действующей армии с 5 сентября 1941 года по 16 октября 1941 года.
Батальон с боями в течение сентября 1941 года отступает из района южнее Старой Руссы) в район севернее Демянска, и в октябре находился в районе северо-западнее озера Вельё
Расформирован 16 октября 1941 года в соответствии с Перечнем № 29, но по справочнику Боевого Состава Советской армии числится и в ноябре 1941 года в составе Северо-Западного фронта.

## Подчинение
| Дата            | Фронт (округ)         | Армия | Корпус | Дивизия | Примечания |
| --------------- | --------------------- | ----- | ------ | ------- | ---------- |
| 01.10.1941 года | Северо-Западный фронт | -     | -      | -       | -          |
| 01.11.1941 года | Северо-Западный фронт | -     | -      | -       | -          |